# Nighthawk (Washington)
Nighthawk es un área no incorporada ubicada en el condado de Okanogan en el estado estadounidense de Washington.

## Geografía
Nighthawk se encuentra ubicado en las coordenadas 48°58′00″N 119°38′31″O / 48.96667, -119.64194.